# Seconda guerra persiano-turca
La seconda guerra persiano-turca iniziò nel 619 con un'invasione della Persia Sasanide da parte dei Göktürk e degli Eftaliti comandati da Tong Yabghu. La guerra terminò con la sconfitta dei Turchi e degli Eftaliti e con la vittoria dei Sasanidi comandati dal generale Smbat Bagratuni.

## Guerra
Avendo perso la prima guerra contro la Persia, combattuta 30 anni prima, gli invasori avevano voglia di rivalsa sui Persiani e approfittarono della guerra che la Persia stava combattendo contro Bisanzio per invadere di nuovo la Persia. Invasero la Persia con un numero sconosciuto di uomini, ma vennero sconfitti nella prima battaglia, combattuta presso Tus, da un esercito di 2 000 Savaran Armeni. Avendo perduto questa battaglia, i Turchi e gli Eftaliti chiesero rinforzi. Secondo Sebeos 300 000 truppe vennero mandate a rinforzare gli invasori, ma molto probabilmente è un'esagerazione.
Con truppe fresche, l'esercito invasore prese Datoyan. Tuttavia, i Turchi si ritiravano dopo i loro saccheggi. Smbat riorganizzò il suo esercito e riuscì finalmente a sconfiggere i Turchi e gli Eftaliti, uccidendo il loro leader in duello.
Dopo la morte del loro leader, che fece crollare a picco il morale delle truppe, i Turchi e gli Eftaliti si ritirarono disordinatamente.